# Гендудур (дегестан)
Гендудур (перс. هندودر) — дегестан в Ірані, у бахші Сарбанд, в шагрестані Шазанд остану Марказі. За даними перепису 2006 року, його населення становило 8608 осіб, які проживали у складі 2050 сімей.

## Населені пункти
До складу дегестану входять такі населені пункти:
- Агче-Болаг
- Акболаг-е Садат
- Ак-Болаг-е Фарадж-Бейк
- Алі-є Курчі
- Ареклу
- Баграмабад
- Баджґіран
- Везместан-е Олія
- Гадж-Юсеф
- Ґазтаф-е Олія
- Ґазтаф-е Софла
- Гасанабад
- Ґачлу
- Голь-Бедак
- Голь-Зард-е Мальмір
- Дег-е Ака
- Дег-е Асгар
- Дег-е Ґольшан
- Дег-е Госейн
- Дег-е Давуд
- Дег-е Заман
- Дег-е Ковсар
- Дег-е Магді
- Дег-е Мір-Касем
- Дег-е Сальман
- Дег-е Харабе-Канд
- До-Аб
- Еззатабад
- Ескандарлу
- Іманлу
- Каїдан
- Калье-є Нов
- Камаль-Салег
- Каріне-Дарре
- Кархане
- Кешлак
- Когне-Гесар
- Ловздар-е Воста
- Ловздар-е Олія
- Ловздар-е Софла
- Магмудабад
- Мальгам-Дар
- Месрлу
- Молла-Бакер-е Олія
- Морвар
- Незамабад
- Ревешт
- Сарджелу
- Сіяг-Сольтан
- Факерлу
- Фейзіяне-є Софла
- Халадж-е Олія
- Халіфе-Болагі
- Хаместан
- Хана-Дарре-є Олія
- Хана-Дарре-є Софла
- Чаль-Гома
- Чам-е Рагім
- Ченарестан